# Desátý Doktor
Desátý Doktor (angl. Tenth Doctor) je jedenáctá a dvanáctá reinkarnace Doktora, hlavního hrdiny kultovního britského televizního sci-fi seriálu Pán času (Doctor Who). Poprvé se Desátý Doktor objevil v závěru první série „The Parting of the Ways“ roku 2005.
Doktor je zástupcem mimozemské rasy, která se nazývá Páni času (v originálu Timelords) z planety Gallifrey v konstalaci Kasteborous. Doktor cestuje v čase a prostoru pomocí zdroje TARDIS, často má spolucestující. Pokud Doktor přijde k  úrazu, tak může regenerovat, ale kvůli tomu procesu se jeho postava a povaha změní.
Oblíbené fráze: «Allons-y!», «Molto Bene».

## Postava

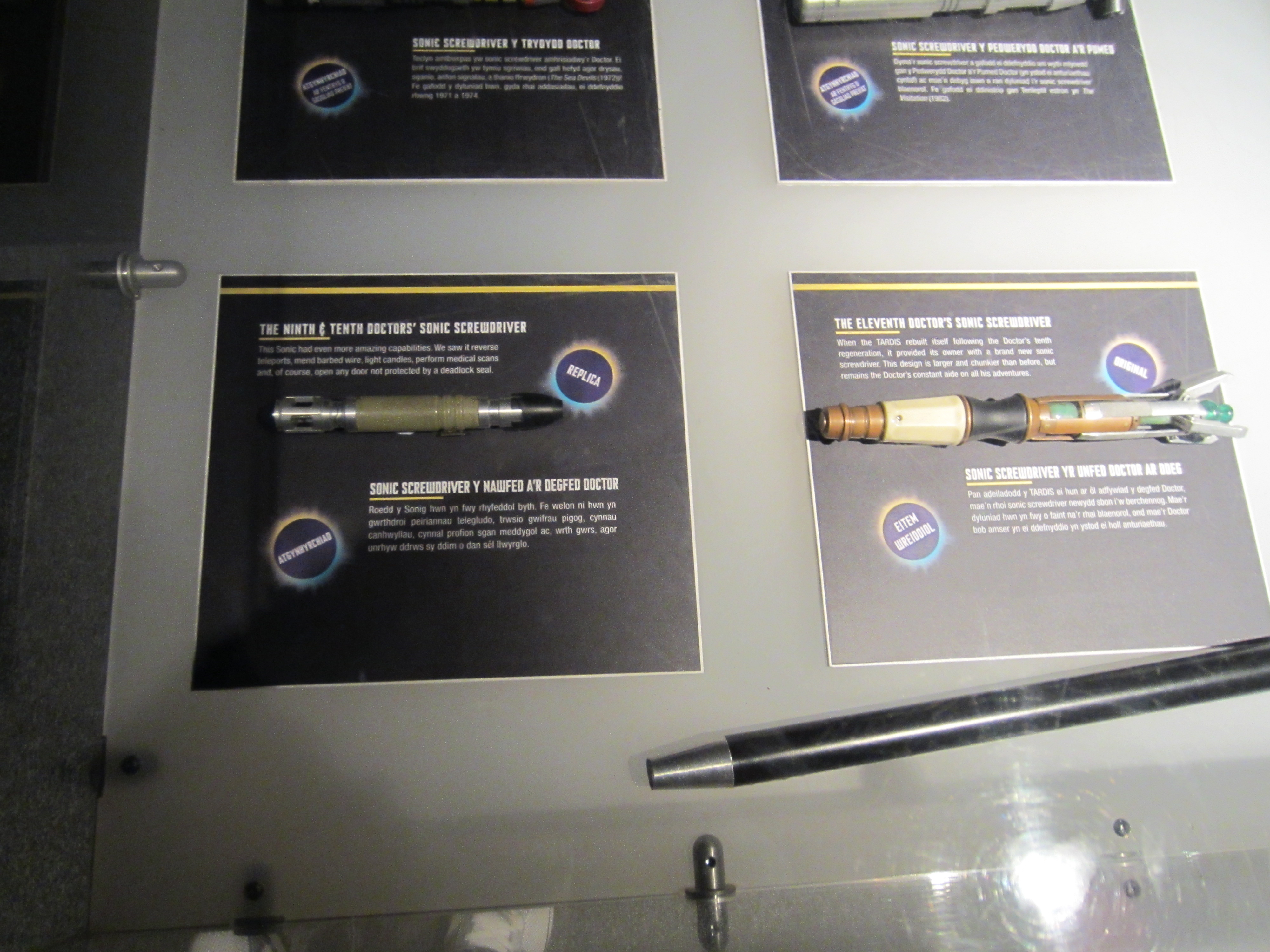
Sonický šroubovák Desátého Doktora (vlevo dole)

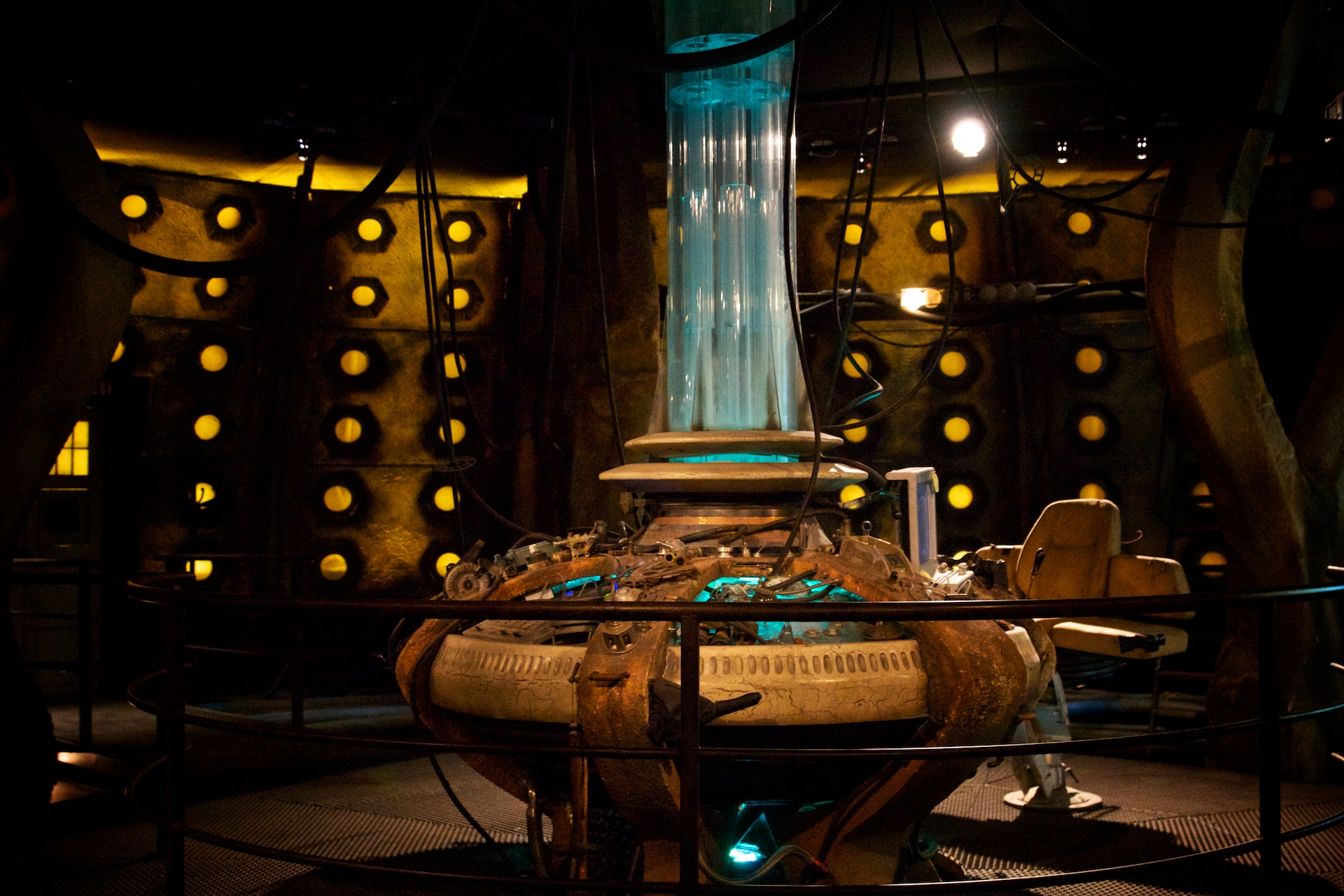
TARDIS Desátého Doktora

Desátý Doktor je ztvárněn hercem Davidem Tennantem. Tennant hrál roli Doktora během třech sérií a také se objevil ve čtyřech vánočních dílech, třech speciálních dílech roku 2009 „Planet of the Dead“, „The Waters of Mars“,  „The End of Time“ a ve speciálním dílu k oslavě 50 let seriálu „The Day of the Doktor“.
Desátý Doktor občas nosí hnědý nebo tmavě modrý oblek, košile s kravatou. Jindy nosí šedé nebo černé tričko a má dlouhý hnědý plášť, který, jak sám říká, mu darovala Janis Joplin. Také nosí vysoké kecky značky Converse.
Typické zařízení, které používá Doktor, je sonický šroubovák. Desátý Doktor má docela elegantní šroubovák s metalickým tělem a modrou diodou na konci. Sonický šroubovák Desátého Doktora se liší od předchozích analogů tím, že má psychické rozhraní a sám vybírá vhodný režim práce. TARDIS Desátého Doktora zvenku vypadá skoro stejně jako u minulých inkarnací, ale mění se konzolová místnost – má měděnou ozdobu a sloupy ve formě dřeva.

## Povaha
Na první pohled se zdá, že v této inkarnaci je Doktor bezstarostný a veselý. Lze ho nazvat hovorným, často skrývá své skutečné pocity za maskou a prázdnými řečmi.
Desátý Doktor je romantikem více než všichni předchozí. Cítil skutečnou lásku ke své spolucestující – Rose. V jednom z dílů Doktor zanechal své lidské ztělesnění, které má stejný rozum a paměť jako skutečný Doktor, společně s Rose na Zemi. Rose a Doktor-člověk zůstávají v paralelním světě a Doktor odlétá v TARDIS.
Kolem Doktora je vždy spousta lidí, ale on se cítí osamělý. Když se Doktor dozvěděl, že Vládce je živý, tak byl opravdu šťastný, protože ho smrt starého kamaráda velmi trápila .
Bez ohledu na to, že je Desátý Doktor skoro vždy dobrý a milosrdný, k nepřátelům se chová nelítostně a chladnokrevně.

## Spolucestující
| Spolucestující | Herec          | Sezony | První výskyt             | Poslední výskyt |
| -------------- | -------------- | ------ | ------------------------ | --------------- |
| Rose Tyler     | Billie Piper   | 2–4    | „The Christmas Invasion“ | „Journey's End“ |
| Mickey Smith   | Noel Clarke    | 2–4    | „School Reunion“         | „Journey's End“ |
| Donna Noble    | Catherine Tate | 4      | „The Runaway Bride“      | „Journey's End“ |
| Martha Jones   | Freema Agyeman | 3–4    | „Smith and Jones“        | „Journey's End“ |

## Kritika a hodnocení
Desátý doktor byl výjimečně populární ve fandomu. Je považován za jednu z nejlepších inkarnací Doktora. BBC dokonce chtěli ukončit seriál v roce 2010, protože mysleli, že bez Tennanta se nebude líbit publiku.
V roce 2006 a 2007 získal cenu National Television Awards jako nejpopulárnější herec.
V roce 2016 čtenáři Digital Spy zvolili Desátého Doktora za nejlepší televizní postavu 21. století.